# Dolichopoda
Dolichopoda — рід прямокрилих комах родини Рафідофориди (Rhaphidophoridae).

## Поширення
Комахи зустрічаються на півдні Європи та Західній Азії, один вид відомий на Кавказі. Всі види роду є троглодитами, тобто постійними жителями печер.

## Види
- Dolichopoda aegilion Baccetti 1977 (Італія: Тосканський архіпелаг , острів Джильо )
- Dolichopoda annae Boudou-Saltet 1973 (Греція)
- Dolichopoda aranea Bolivar, I. 1899 (Туреччина)
- Dolichopoda araneiformis (Burmeister 1838) (Хорватія)
- Dolichopoda azami Saulcy 1893 (Франція)
- Dolichopoda baccettii Capra 1957 (Італія: Тоскана, Монте Арджентаріо)
- Dolichopoda bormansi Brunner von Wattenwyl 1882 (Франція: Корсика)
- Dolichopoda bolivari Chopard 1916 (Іспанія)
- Dolichopoda calabra Galvagni 1968 (Італія: Калабрія)
- Dolichopoda capreensis Capra 1968 (Італія: острів Капрі)
- Dolichopoda cassagnaui Boudou-Saltet 1980 (Греція)
- Dolichopoda chopardi Baccetti 1966 (Франція)
- Dolichopoda cyrnensis Chopard 1950 (Франція: Корсика)
- Dolichopoda dalensi Boudou-Saltet 1972 (Греція)
- Dolichopoda euxina Semenov 1901 (Кавказ)
- Dolichopoda gasparoi
- Dolichopoda geniculata (Costa, O.G. 1860) (Італія)
- Dolichopoda giachinoi
- Dolichopoda graeca Chopard 1964 (Греція)
- Dolichopoda hussoni Chopard 1934 (Північна Македонія, Греція)
- Dolichopoda insignis Chopard 1955 (Греція)
- Dolichopoda ithakii
- Dolichopoda kiriakii
- Dolichopoda laetitiae Minozzi 1920 (Італія)
- Dolichopoda ligustica Baccetti & Capra 1959 (Італія)
- Dolichopoda linderi (Dufour 1861) (Франція)
- Dolichopoda lustriae
- Dolichopoda lycia
- Dolichopoda makrykapa Boudou-Saltet 1980 (Греція)
- Dolichopoda matsakisi Boudou-Saltet 1972 (Греція)
- Dolichopoda muceddai Rampini & di Russo 2005 (Італія: Сардинія)
- Dolichopoda naxia Boudou-Saltet 1972 (Греція)
- Dolichopoda noctivaga di Russo & Rampini 2007 (Туреччина)
- Dolichopoda palpata (Sulzer 1776) (Італія: Калабрія)
- Dolichopoda paraskevi Boudou-Saltet 1973 (Греція)
- Dolichopoda patrizii Chopard 1964 (Греція)
- Dolichopoda pavesii Galvagni 2002 (Греція)
- Dolichopoda petrochilosi Chopard 1954 (Греція)
- Dolichopoda pusilla Bolivar, I. 1899 (Сирія)
- Dolichopoda remyi Chopard 1934 (Греція)
- Dolichopoda sbordonii di Russo & Rampini 2006 (Туреччина)
- Dolichopoda schiavazzii Capra 1934 (Італія: Тоскана , включаючи острів Ельба )
- Dolichopoda steriotisi Boudou-Saltet 1972 (Греція: острів Корфу)
- Dolichopoda thasosensis Chopard 1964 (Греція: острів Тасос)
- Dolichopoda unicolor Chopard 1964 (Греція)
- Dolichopoda vandeli Boudou-Saltet 1970 (Греція)

Нові види:
- Dolichopoda octhoniai (Греція) [1]
- Dolichopoda saraolacosi (Греція) [1]